# Cormot-Vauchignon
Cormot-Vauchignon – gmina we Francji, w regionie Burgundia-Franche-Comté, w departamencie Côte-d’Or. W 2013 roku liczba ludności wynosiła 191 mieszkańców. 
Gmina została utworzona 1 stycznia 2017 roku z połączenia dwóch ówczesnych gmin: Cormot-le-Grand oraz Vauchignon. Siedzibą gminy została miejscowość Cormot-le-Grand.